# 坎漢冰川
71°49′S 163°0′E / 71.817°S 163.000°E
坎漢冰川（英語：Canham Glacier）是南極洲的冰川，位於維多利亞地，全長約60公里，流經阿拉曼山脈和薩拉曼德山脈之間，最終在鮑爾斯峰以西注入雷尼克冰川。